# Tony Thompson
Anthony Terrence Thompson, detto Tony (New York, 15 novembre 1954 – Los Angeles, 12 novembre 2003), è stato un batterista e produttore discografico statunitense. È stato il batterista degli Chic e fondatore del gruppo insieme a Bernard Edwards e Nile Rodgers.

## Biografia
Partecipò nel 1985 a un progetto musicale formando un gruppo chiamato The Power Station insieme a Robert Palmer e a John Taylor (bassista) ed Andy Taylor (chitarrista) dei Duran Duran. Nello stesso anno suonò nel brano Hard Woman, contenuto in She's the Boss, primo album da solista di Mick Jagger. È stato anche batterista per le Sister Sledge, Diana Ross e per David Bowie. È scomparso nel 2003, tre giorni prima del suo 49º compleanno, a seguito di un carcinoma spinocellulare renale.